# Kielshöfchen
Kielshöfchen ist ein Ortsteil von Immekeppel in der Stadt Overath im Rheinisch-Bergischen Kreis in Nordrhein-Westfalen, Deutschland.

## Lage und Beschreibung
Das kleine Wohngebiet Kielshöfchen an der Grenze zu Bergisch Gladbach ist nicht mehr als eigenständiger Ortsteil zu erkennen, es wächst zunehmend mit Immekeppel zusammen. Orte in der Nähe sind Kiel, Büscherhof,  Kaule und Haus Thal. Naturräumlich betrachtet gehört das Gebiet zu den Agger-Sülz-Hochflächen.

## Geschichte
Kielshöfchen war im 19. Jahrhundert Teil der Gemeinde Oberimmekeppel der Pfarre Gladbach im Obergericht Bensberg.
Der Ort ist auf der Topographischen Aufnahme der Rheinlande von 1817 unbeschriftet verzeichnet. Die Preußische Uraufnahme von 1845 zeigt den Wohnplatz unter dem Namen Kiels Höfchen. Ab der Preußischen Neuaufnahme von 1892 ist der Ort auf Messtischblättern regelmäßig als Kielshöfchen verzeichnet.
Nach dem Zusammenbruch der napoleonischen Administration und deren Ablösung gehörte der Ort zur Bürgermeisterei Bensberg im Kreis Mülheim am Rhein. Der 1845 laut der Uebersicht des Regierungs-Bezirks Cöln als Bauerngut kategorisierte und Kielshöfgen bezeichnete Ort besaß zu dieser Zeit zwei Wohngebäude mit acht Einwohnern, alle katholischen Bekenntnisses. Die Gemeinde- und Gutbezirksstatistik der Rheinprovinz führt Kielshöfchen 1871 mit drei Wohnhäusern und 15 Einwohnern auf. Im Gemeindelexikon für die Provinz Rheinland von 1888 werden für Kiel (Kielshöfchen) drei Wohnhäuser mit 14 Einwohnern angegeben. 1895 besitzt der Ort zwei Wohnhäuser mit 19 Einwohnern und gehörte konfessionell zum katholischen Kirchspiel Immekeppel, 1905 werden drei Wohnhäuser und 19 Einwohner angegeben.
Aufgrund § 10 des Köln-Gesetzes wurden 1975 mehrere Bensberger Außenorte in die Gemeinde Overath umgemeindet, darunter auch der Bereich um Immekeppel mit Kielshöfchen.